# Bambole e sangue
Bambole e sangue è un film horror  diretto dal regista indipendente Paul Bartel nel 1972.

## Trama
Cheryl, una minorenne fuggita a Los Angeles in cerca di fortuna, dopo aver litigato con la ragazza con cui divideva l'appartamento, chiede ospitalità ad un'anziana zia che non vedeva da anni. Zia Marta gestisce un vecchio albergo, in cui vivono pochi clienti ambigui e stravaganti, come una vecchia pazza e un reverendo lascivo. Il più misterioso di tutti è George, un giovane fotografo molto timido ed insicuro, che è succube di Marta, una bigotta ossessionata dal peccato che vive nel ricordo della figlia scomparsa.
George si innamora di Cheryl, che ne è attratta a sua volta, però Marta impedisce ai due giovani di incontrarsi, anzi, per soddisfare gli appetiti di George e distrarlo dal pensiero di Cheryl, gli procura delle bambole trasparenti gonfiabili mediante le quali, attraverso un particolare rituale, riesce a raggiungere l'orgasmo. 
Intanto una mano misteriosa uccide chi nell'albergo prova a chiedere notizie di Cheryl. Anche Jeff, un giovane commesso che aveva fatto amicizia con la ragazza, viene tramortito e rinchiuso nello scantinato.
George cerca di ripetere il suo rituale erotico con Cheryl che, terrorizzata, nel tentativo di sfuggirgli ne provoca incidentalmente la morte. Scopriamo così che George era in realtà una donna travestita, la figlia di zia Marta. Quest'ultima, in preda alle sue ossessioni sessuofobiche, cerca di colpire con un grosso coltello Cheryl, per "liberare" la sua anima dalla prigione di carne in cui si trova rinchiusa. 
Intanto due poliziotti, messi sull'avviso dal padre di Jeff, hanno trovato il giovane e rinvenuto alcuni cadaveri. Anche il corpo di zia Marta giace accoltellato accanto a quello della figlia morta.
L'ultima scena ci mostra Cheryl scendere lo scalone dell'albergo, con indosso i vestiti della zia, viva ma in preda alla follia.

## Produzione
Il film venne prodotto dalla Penelope Productions Inc.

## Distribuzione
Distribuito dalla Metro-Goldwyn-Mayer (MGM), il film uscì sul mercato USA nel settembre 1972. In televisione, fu trasmesso in prima mondiale il 15 luglio 1985 nella Germania Federale.